# Amphoe Kusuman
Amphoe Kusuman (Thai: อำเภอ กุสุมาลย์) ist ein Landkreis (Amphoe – Verwaltungs-Distrikt) im Südosten der Provinz Sakon Nakhon. Die Provinz Sakon Nakhon liegt in der Nordostregion von Thailand, dem so genannten Isan.

## Geographie
Amphoe Kusuman grenzt von Süden her im Uhrzeigersinn gesehen an die Amphoe Phon Na Kaeo and Mueang Sakon Nakhon in der Provinz Sakon Nakhon sowie die Amphoe Na Wa, Phon Sawan, Mueang Nakhon Phanom und Pla Pak in der Provinz Nakhon Phanom.

## Geschichte
Amphoe Kusuman geht zurück auf Mueang Kusuman, das 1844 eingerichtet wurde. Nahebei wurde 1862 ein zweites Mueang namens Phot Phaisan geschaffen. 1914 wurde Kusuman zu einer Tambon (Gemeinde) der Provinz Sakon Nakhon zurückgestuft. Kusuman wurde 1962 wieder zu einem King Amphoe („Zweigkreis“) gemacht, nachdem die Größe des Mueangs die Verwaltung schwierig machte.
Am 14. November 1967 wurde Kusuman dann wieder eine volle Amphoe.

## Verwaltung

### Provinzverwaltung
Der Landkreis Kusuman ist in fünf Tambon („Unterbezirke“ oder „Gemeinden“) eingeteilt, die sich weiter in 69 Muban („Dörfer“) unterteilen.
| Nr. | Name        | Thai     | Muban | Einw.  |
| --- | ----------- | -------- | ----- | ------ |
| 01. | Kusuman     | กุสุมาลย์   | 13    | 10.927 |
| 02. | Na Pho      | นาโพธิ์    | 12    | 07.997 |
| 03. | Na Phiang   | นาเพียง   | 11    | 07.657 |
| 04. | Pho Phaisan | โพธิไพศาล | 16    | 10.001 |
| 05. | Um Chan     | อุ่มจาน    | 17    | 10.016 |

### Lokalverwaltung
Es gibt eine Kommune mit „Kleinstadt“-Status (Thesaban Tambon) im Landkreis:
- Kusuman (Thai: เทศบาลตำบลกุสุมาลย์), bestehend aus Teilen des Tambon Kusuman.

Außerdem gibt es fünf „Tambon-Verwaltungsorganisationen“ (องค์การบริหารส่วนตำบล – Tambon Administrative Organizations, TAO):
- Kusuman (Thai: องค์การบริหารส่วนตำบลกุสุมาลย์)
- Na Pho (Thai: องค์การบริหารส่วนตำบลนาโพธิ์)
- Na Phiang (Thai: องค์การบริหารส่วนตำบลนาเพียง)
- Pho Phaisan (Thai: องค์การบริหารส่วนตำบลโพธิไพศาล)
- Um Chan (Thai: องค์การบริหารส่วนตำบลอุ่มจาน)